# ZIL-29061

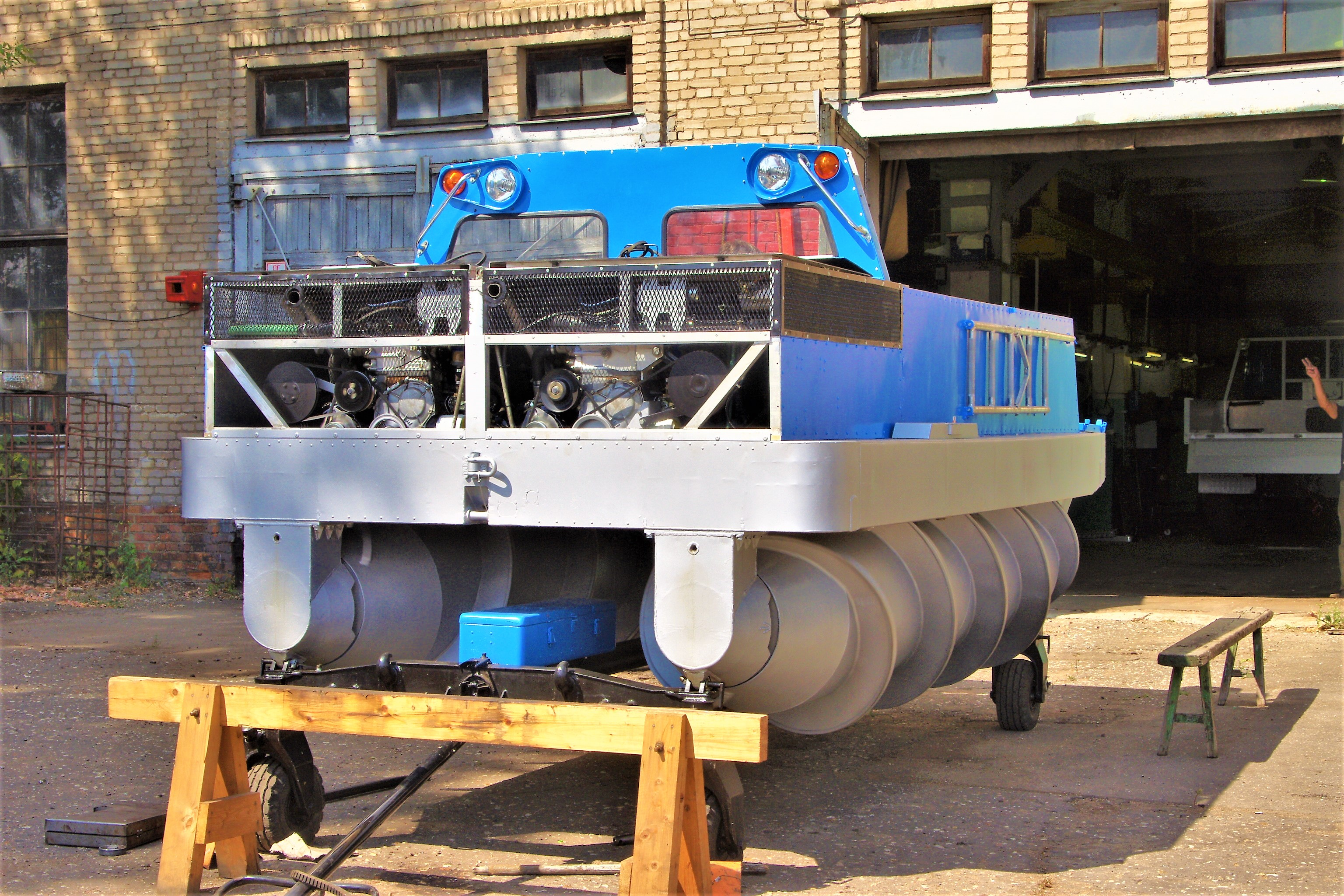
ZIL-2906

Lo ZIL-2906 or ZIL-29061 è un veicolo anfibio basato sul principio della vite senza fine prodotto dalla casa automobilistica russa ZiL.

## Utilizzo

Animazione che illustra il movimento dello ZIL-2906

Questo veicolo fu progettato per il recupero, su terreni difficili, delle capsule spaziali di rientro dalle missioni del programma spaziale Sojuz. Caricato sul retro di uno ZIL-4906, che poteva viaggiare a una velocità massima di 80 km/h, veniva scaricato per poter percorrere l'ultimo tratto su terreno accidentato. Qui proseguiva e portava a termine in autonomia la missione di recupero.

## Caratteristiche tecniche
Peso: 2000 kg
Velocità massima: 16 km/h (in acqua); 20 km/h (in zone paludose); 45 km/h (sulla neve)
Dimensioni: 4900 mm (lunghezza); 2400 mm (larghezza); 2200 mm (altezza)